# Alfred P. Sloan
Alfred Pritchard Sloan Jr. (New Haven, Connecticut, 23 de maio de 1875 — 17 de fevereiro de 1966) foi Investidor e executivo norte-americano.
Foi presidente da General Motors, de 1923 a 1937. Em 1967 foi incluído no Automotive Hall of Fame.
Alfred Pritchard Sloan Jr, foi um famoso executivo da indústria automobilística americana. Filho de um mecânico, nasceu em 23 de maio de 1875, sendo o primeiro de cinco filhos. Desde cedo sempre demonstrou grande capacidade intelectual, destacando-se nas escolas públicas por onde estudou, assim como no Instituto Politécnico do Brooklyn. Em 1892 formou-se em engenharia elétrica no Instituto de Tecnologia de Massachusetts, como o mais novo membro de sua turma.
Alfred Sloan começou sua carreira como desenhista em uma pequena oficina mecânica, a Hyatt Roller Bearing. Em 1898, casou-se com Irene Jackson de Roxbury, Massachusetts. No ano seguinte, ele se tornou presidente da Hyatt, onde supervisionou todos os aspectos do negócio da empresa, fazendo com que ela crescesse rapidamente sob sua liderança. Em 1916, a Hyatt se fundiu com a United Motors Corporation, da qual Sloan também tornou-se presidente. Dois anos depois, a empresa foi comprada pela General Motors, sucedendo na nomeação de Alfred Sloan para vice-presidente de acessórios e membro do Comitê Executivo da GM.
Inventou a arte de administrar uma grande corporação. Quando entrou na empresa, na década de 20, a GM era o caos, um emaranhado de negócios dispersos e desordenados. Endividada e com a produção à beira do colapso, a General Motors quase foi à falência. Sloan assumiu a presidência em 1923 e criou as divisões corporativas. Sua missão: dar suporte à produção, prover recursos financeiros, organizar fábricas, suprir mão-de-obra. A organização, sob seu comando, passaria a ser controlada por orçamentos, sistemas de contratação, relatórios de vendas. A obsolescência programada foi criada por ele na década de 1920, onde Sloan procurou atrair os consumidores a fazerem constantes substituições, tendo como apelo a mudança anual de modelos e acessórios de seus veículos.
Sloan adotou a estratégia de um carro "para cada bolso e propósito". Sua linha ia do aristocrático Cadillac ao proletário Chevrolet. Resultado: em 1940, a GM alcançou o topo do mercado, com 47,5% das vendas, uma posição que seu concorrente não mais recuperaria.

## Presidência da General Motors
Em 1923, Sloan foi nomeado presidente da General Motors, ajudando a reorganizar a empresa, que se encontrava a beira da falência. Durante os seus 23 anos como Chief Executive Officer (CEO), a General Motors viveu um período de grande expansão e aumento da sua participação no mercado de automóveis. Ele serviu a GM de maneira magnífica, sua análise e compreensão dos problemas de gestão, tornou possível o crescimento e o progresso da empresa ao longo dos anos.
Alfred Sloan instituiu um conjunto de procedimentos padrões para orçamentação, contratação, vendas, etc. Criou divisões descentralizadas encarregadas de produzirem componentes específicos e as transformou em centros de lucros. Esses centros eram administrados pela administração central que recebia, em intervalos regulares de tempo, relatórios detalhados sobre vendas, estoques, lucros, etc. Segundo o historiador Bradford Snell, a Alemanha poderia ter invadido a Polônia sem a Suíça, mas não sem a GM na época que foi dirigida por ele.